# ブラック・フォレスト・ハウンド

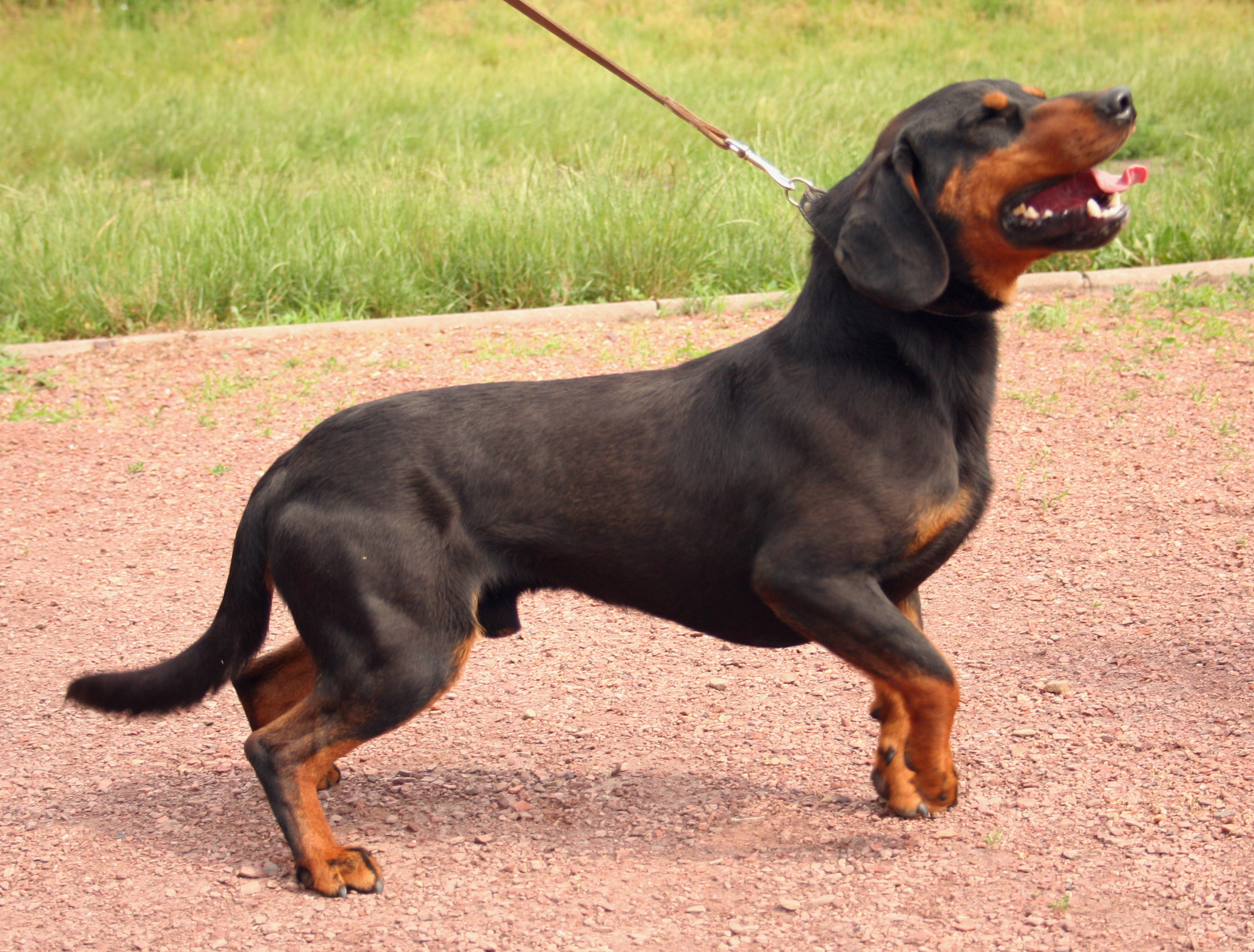
ブラック・フォレスト・ハウンド

ブラック・フォレスト・ハウンド（英：Black Forest Hound）は、スロバキア原産のセントハウンド犬種のひとつである。別名はスロバキアン・ハウンド（英：Slovakian Hound）、スロヴェンスキー・コポフ（英：slovenský kopov）。

## 歴史
生い立ちは謎ではっきりとしたことは定かではないが、古代西欧系の犬種の子孫であり、ポーリッシュ・ハウンドとはなんらかの親戚関係にあるといわれている。ブラック・フォレスト・ハウンドは古くから存在した犬種であるが、固定が開始されたのは1950年からで、完成（固定が完了して公式スタンダードが発表された年）は1963年と、近代に入ってからである。
主にイノシシを狩ることを専門として使われた。パックで獲物のにおいを追跡し、発見すると自ら飛び掛り、噛み留めを行う。しかし、猟銃に頼らなくても、自分自身の力でイノシシを仕留めることが可能である。防衛本能の高まっている子持ちの母イノシシであっても、本種の押しの強さと強靭さにはかなわないとされている。
現在もスロバキアでは大人気の犬種で、チェコスロバキア時代から国犬クラスの扱いを受け、親しまれてきた。今日でも多くの犬は実猟犬として飼育されていて、実猟犬になりきれなかったリタイア犬やペット用にブリードされた犬はペットとして飼育されている。ショードッグとしても飼育が行われている。しかし、ヨーロッパ国外ではそれほど見かける機会が多くない犬種である。
尚、スロバキアでは警備犬や警察犬としても使われている。

## 特徴

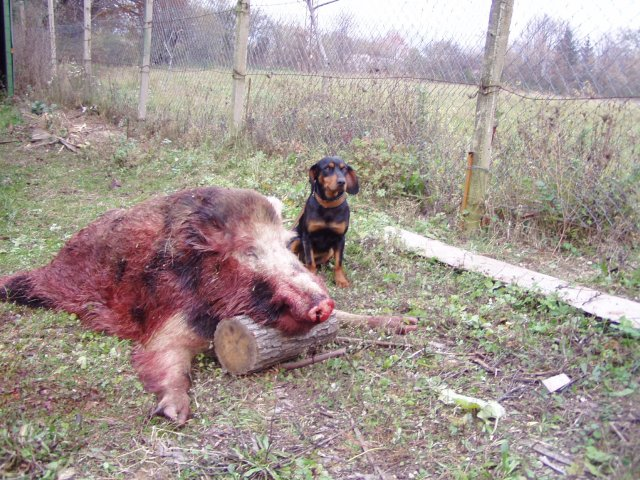
イノシシとブラック・フォレスト・ハウンド（大きさの比較）

頭部は少し大きめで、マズルは短めだが、あごの力は強靭である。筋骨隆々のがっしりした体つきをしている。脚は短めである。ショー用にブリードされている犬はもっと体が引き締まっているので見間違いに注意が必要である。耳は垂れ耳、尾は飾り毛のない太めの垂れ尾。胸は広く、力はとても強い。コートはつややかなショートコートで、毛色はブラック・アンド・タン。体高は雄45〜50cm、雌40〜45cmで体重は雌雄ともに15〜20kgの中型犬。性格は主人に忠実で従順、活発で明るいが、勇猛果敢で頑固、独立心の強い猟犬気質を持ち合わせている。仔犬のころはやや乱暴で喧嘩っ早いといわれるが、成長とともに性質に落ち着きが出てくる。このようにペットとしては扱いにくい気質を備えているのは本種が力が強く獰猛なイノシシを狩るための猟犬であるためで、度胸と勇敢さがなければこれを狩ることができず、完全なペット犬種のように温厚すぎる気質ではまず相手にならず、猟中に命を落とすことにもつながるからである。とはいえ、ペット用・ショー用としてもとからブリードされている系統の犬は若干獰猛性が抑えられている。本種の愛好家はこの勇敢な猟犬気質も含めて本種のことを愛好しているため、問題はない。しつけは基本的に主人からのみ受け付ける。万が一の事故を防止するため、飼育の際にはしっかりと訓練を行っておくことも大切である。吠え声も大きく、運動量も非常に多い生粋の猟犬種であるため、初心者にはまず飼育できない犬種である。かかりやすい病気は関節疾患などがある。